# Namaygoosisagagun
Namaygoosisagagun (Collins First Nation), jedna od bandi Ojibwa danas nastanjeni na području Colinsa u Ontariju. Ime im dolazi od Namegosi-zaaga'igan, što znači trout lake, domorodačko ime za jezero Colins. Od oko 140 pripadnika ove bande njih 20 živi u Colinsu.

## Vanjske poveznice
- Namaygoosisgagun First Nation  Arhivirana inačica izvorne stranice od 9. kolovoza 2007. (Wayback Machine)